# リサ・ステッグマイヤー
リサ・ステッグマイヤー（Risa Stegmayer、1971年9月25日 - ）は、アメリカ合衆国インディアナ州生まれのモデル・タレント・トライアスリート。2020年3月31日までオスカープロモーションに所属していた。
身長168cm、血液型B型。上智大学経済学部入学、途中で専攻を変え比較文化学部（現在の上智大学国際教養学部）日本語日本文化学科卒業。本名は梨沙子・ステッグマイヤー（りさこ・すてっぐまいやー）、旧姓を含めた本名は松本 梨沙子・アリシア・ステッグマイヤー（まつもと りさこ・アリシア・ステッグマイヤー）。好きなスポーツはトライアスロンの他、スキー、テニス。

## 来歴
父親がドイツ系アメリカ人で母親が日本人のハーフ。2歳年下の妹がいる。アメリカ・インディアナ州で生まれたが、幼少期にイリノイ州シカゴを経てニュージャージー州で育った。
1984年、12歳（または13歳）で来日し、雑誌『週刊セブンティーン』（1984年6月12日号、集英社）にてモデルデビュー。その後、6月19日号にも掲載され、同年7月3日号から正式に同誌の専属モデルとなった。
1995年にフジテレビ系『笑っていいとも!』にて英語を題材としたクイズコーナーの出題者として人気を博た。以降ハーフタレントとしてバラエティ番組やNHKの英会話番組の他、テレビ・ラジオで司会、ラジオDJなど幅広く活躍。
1998年4月から2001年3月まで3年間、NHK教育テレビジョンの『天才てれびくん』→『天才てれびくん ワイド』の司会を山崎邦正と共に担当。なお、リサは同番組において初の女性司会者となった。
2000年頃にトライアスロンを始め、同年伊良湖で開催されたトライアスロン大会に初出場ながら見事に完走。その後日本トライアスロン連合国際広報委員も務めがら、国内・海外、各地のトライアスロン大会に出場している。
2003年6月にアメリカ人の会社員の男性と結婚。
2007年9月2日、佐渡国際トライアスロン大会・Bタイプ（水泳2km・自転車105km・マラソン20km）を、5時間58分35秒でゴール、年齢別1位、女子総合順位10位
2011年9月27日、香港で第1子となる男児を出産。40歳での高齢出産となった。出産後一年で、トライアスロンを再開している。
2013年7月4日、シンガポールで第2子となる女児を出産。
2020年3月31日、オスカープロモーションを退社。
2024年5月1日、数年間休止していたブログを再開し、現在は日本とハワイの二拠点生活であることを明かした。

## エピソード

### 学生時代
ニュージャージー州で育ち、日本人学校で日本語を学んだ後、13歳の時に父の転勤により母の祖国である日本の東京にやって来た。日本にはそれまでに何度も遊びに訪れていたため、移住後のカルチャーショックもなく、学校でもすぐに友達ができた。
中学・高校を経て、上智大学には当初経済学部に入ったが、日本語をもっと勉強したいとの思いから途中で日本語専攻に変えた。以後授業では古文や漢文も学び、漢文を現代の言葉に訳してさらにそれを英訳するなど、複雑だったが通訳の勉強にもなり、日本語についてたっぷり勉強ができたという。
在学中からアルバイトとして、ラジオやテレビの英会話の番組に出演。大学卒業が近づく頃、将来やりたいことが見つからず悩んでいたところ、両親から「ラジオやテレビの仕事を続けてみたら？」と助言され、本格的にタレントとなった。

### 本格的にタレントに
ラジオの仕事について当初「ラジオなんて楽勝」と軽く考えていたが、実際にやってみると難しいことに気づいた。言葉だけで話の状況などを伝える難しさを感じながらも、その日その日の出来事を単に伝えるのではなく、自分の言葉で話すように工夫したという。
タレントになってからの最初の2～3年は、仕事に対する緊張とストレスの毎日で、「私、この仕事に向いてるのかな」と思うこともあった。20代後半の頃、「失敗しても（次に飛躍するための）バネにすればいい。（同じ失敗を）繰り返さなければいいんだ」と気づいたことから、以後肩の力を抜いて仕事ができるようになった。

### トライアスロン
元々運動することが好きで、学生時代は休日などにジムやエアロビクスに通っていた。社会人になってから、「運動するにしても何か目標がないと張り合いがない」と感じるようになった。2000年頃にトライアスロンという競技があることを知り、「頑張れば私にもできるかな」と興味を持った。
後日、トライアスロンで行う3種目であるスイム（水泳）、バイク（自転車）、ラン（マラソン）をトライアスロンスクールに通って練習を始めた。同年に伊良湖の大会に初出場した後、翌2001年には立川、北海道、新潟、奄美大島の4つのトライアスロンの大会に出場した。
トライアスロンの走行距離はレースによっていくつかあり、本人はオリンピック・ディスタンスと呼ばれる、スイム1.5km・バイク40km・ラン10kmの合計51.5kmのレースに参加している。本人の得意な種目はスイムで、苦手なのがランとのこと。
トライアスロンの魅力として、「完走した時の達成感」以外にもう一つ、「自然に触れ合うことができる」ということを挙げている。また、トライアスロンをやるようになってから、仕事と遊びの気持ちの切り替えが上手にできるようになり、「ストレスも上手に解消できるようになったことは、私にとって大きい」としている。

## 出演

### テレビ番組
NHK
- 天才てれびくん→天才てれびくん ワイド（NHK教育・1998年4月6日 - 2001年3月29日）：MC
- 趣味悠々（NHK教育）
- COOL JAPAN〜発掘!かっこいいニッポン〜（NHK）[5]

日本テレビ
- 投稿!特ホウ王国（1994年 - 1996年12月）：1995年以降ウッチャンナンチャン・笑福亭鶴瓶と司会
- WIN（1996年4月 - 1996年9月）
- 1億2000万人の投稿!特ホウ王国2（1997年1月 - 9月）：ウッチャンナンチャン・笑福亭鶴瓶と司会
- 午後は○○おもいッきりテレビ（1987年10月 - 2007年9月）：一時期、ゲストコメンテーター
- THE・サンデー（1991年 - 2008年9月）：一時期、ゲストコメンテーター

テレビ朝日
- easy sports
- 財部ビジネス研究所（BS日テレ）：アシスタント
- USスタイル（BS朝日）：MC

TBS
- エクスプレス（司会）
- 叱って!ブロンド先生（TBS）
- 冗談じゃない! 第4話 セブリーヌ 役

テレビ東京
- 未来クイズ・デリバティブTV（1998年 - 1999年）[注 4]：初期のレギュラーベッター
- ZIPANG

フジテレビ
- 森田一義アワー 笑っていいとも!（月曜日レギュラー）レギュラー
- うちのわんこ（BSフジ）：MC

その他
- PRIDE〜炎のリング〜 ⇒ PRE-PRIDE（東海テレビ）
- NEWS & Countdown、ULTRA COUNTDOWN（スペースシャワーTV）：VJ
- ちちんぷいぷい（毎日放送）

### ラジオ番組
- 基礎英語1（NHKラジオ第2・1994年度、1995年度）：ネイティブゲスト
- 高田文夫のラジオビバリー昼ズ（ニッポン放送・1989年4月 - ）：不定期ゲスト
- テリー伊藤のってけラジオ（ニッポン放送・2002年10月 - 2008年3月）：不定期ゲスト
- 菊正宗 ほろよいイブニングトーク（ニッポン放送）：不定期ゲスト
- POWER JAM 78（bayfm・1995年）：月曜日アシスタント
- MOVING PLEASURE（bayfm）
- コーヒータイム ライトアップ・フライデー（TOKYO FM）
- クロノス（TOKYO FM）
- TOKIO LIFE（J-WAVE・1997年 - 1998年）：水曜日ナビゲーター
- IBM INTERNET LIVE 'Plug In'（J-WAVE・1999年4月-1999年9月）

### CM
- 森永製菓 チョコボール（1995年）
- 英会話のイーオン（1996年）
- 東急リバブル（2017年）[6]※山口智充と共演

## 書籍

### 単著
- リサ・ステッグマイヤーの使えるアメリカ英語（1995年12月、主婦と生活社）ISBN 978-4391118193
- リサ・ステッグマイヤーの心に残る英語―音読して覚える英語の名文・名ゼリフ（2002年12月、日本文芸社）ISBN 978-4537251210

### 共著
- 大槻義彦、木村尚三郎、川淵三郎、兼高かおる、日比野克彦、服部幸應、デビット・ゾペティ『生きて学んで考えて』（1997年8月、学文社、編集：武蔵国際総合学園）ISBN 978-4762007385

### 関連書籍
- 望野和美『きれいパワー』（2004年5月19日、徳間書店、監修：オスカープロモーション）ISBN 978-4198618599